# 老卫兵荣誉V字章
老卫兵荣誉V字章（德語：Ehrenwinkel der Alten Kämpfer）是党卫军成员佩戴的纳粹党装饰。1934年2月，阿道夫·希特勒授权戴在右臂上袖上的银色V形标志。所有在1933年1月30日之前加入一般黨衛隊、纳粹党或任何其他党组织的党卫军成员，有权佩戴徽章。
在和奥地利合并后，纳粹党授权所有在1938年2月18日之前加入奥地利国家社会主义工人党的奥地利人都可以佩戴该奖项。该资格后来扩大到包括任何前党卫军人员、纳粹安全部门、秩序警察和国防军的成员，如果他们满足某些条件的话。